# Моцарха
Моцарха или ранее Муцарой/Мозорой, Моцарой/Моцара, Моцкарой/Моцкара (чечен. Моцкъара) — воссоздаваемое село в Урус-Мартановском районе Чеченской Республики России.
Рядом находился ранее покинутый аул (село) Муцарой (Мозорой) в Галанчожском районе. Башенный комплекс. Находится в исторической области Нашха, заселён до 1944 года, ныне полуразрушен; культурный памятник. Время основания неизвестно, с XVI—XVIII века (возможно, и несколько ранее) мог быть духовным и политическим центром чеченского общества-тайпа Нашхой (в русскояз. форме — нашхойцы; важный компонент этногенеза современных чеченцев).
Вероятно, в период распространения христианства среди нахских народов, Моцарой некоторое время был центром этой религии для обществ Нашхой, Аккий, Галай и Ялхорой. Позднее, с приходом ислама, здесь была построена мечеть. В статусе политически значимого селения Моцарой можно считать некой столицей области Нашха.

## Название
Чеченский учёный-лингвист И. А. Арсаханов в работе 1969 года указывал название аула как «Моцара» — чечен. Моцӏара. Чеченский исследователь-краевед, педагог и народный поэт А. С. Сулейманов в работе 1978 года утверждал, что название аула на русский язык должно транслитерироваться как «Моцкара» — от чечен. Моцкъара. Этимологию наименования аула А. С. Сулейманов возводил к слову мозгӏар — «священник христианской церкви» и связывал это с тем, что Моцарой долгое время был местным христианским центром.
На одной из самых подробных карт юга Российской империи конца XIX века — «Пятивёрстной карте Кавказского края» (с 1869) — название аула указывалось как Мазарой, на «Дорожной карте Кавказского края» (1903) — Муцарой. Первый вариант наименования попал в топографию советского периода и даже на одну американскую карту Кавказа (1941—1947) — Mazaroy.
В наши дни, в литературе и интернете, для этого поселения чаще всего стало использоваться наименование «Моцарой». Однако, не следует путать этот аул с одноимённым, находящимся несколько южнее, поселением Моцарой/Моцкарой (общество Терлой).

## География
В начале XXI века селение представляло собой развалины, местоположение — северо-западнее горы Еккыркорт, правобережье реки Гехи; номенклатура листа карты масштаба 1: 100 000 — K-38-043.

### Координаты
Аул Моцарой указывался на различных картах начиная с XIX века, однако, точность топографической съемки для такого небольшого населённого пункта в то время была довольно низкой. В 1913 году вышел «Алфавитный указатель к пятиверстной карте Кавказского края, …» Д. Д. Пагирева, здесь Моцарой (в указателе — Мазарой), не совсем точно определяли под долготой 63°00′ и широтой 43°00′ (в отличие от современной подачи координат, в этом указателе долгота шла впереди широты, и отсчитывалась не от Гринвича, а от меридиана, разделяющего Европу и Америку). В переиздании к работе Д. Д. Пагирева (2007), также указывались не совсем точные координаты аула: долгота 45°30′, широта 43°00′.
Более точные координаты для местонахождения аула были даны на серии американских карт Кавказа Caucasia AMS N561 (GSGS 4213), выпущенных двумя изданиями: в 1941—1942 годах и в 1944—1947 годах. Создатели карт использовали данные с «Пятиверстной карты Кавказскаго края», а также некоторых других карт Российской Империи и СССР. По состоянию на 23 сентября 2019 года в АГКГН федеральной информационной системы Росреестра России по Чеченской Республике, Моцарою присвоен номер 0267498 и указываются его координаты: 44°54′ с. ш. и 45°23′ в. д..

### Топонимика
| С-З |                          | нагромождение валунов Гов тийха, урочища Тишуола и Чайболуш те              |                                                                                     | С-В |
| З   | дорога Тестарха бёду ник | Роза ветров                                                                 | склоны Агарах басса, Мерзила и Хера басса, урочище Харсал аннашка, ущелье Анаш когу | В   |
| Ю-З |                          | дорога Хайбаха бёду ник, культ. место Хурчий, хребет и культ. место Хур дук |                                                                                     | Ю-В |

### Соседние поселения
Расположен аул Моцарой на северо-востоке Галанчожского района, к востоку от бывшего районного центра Галанчож.
| С-З |                  |             |                 | С-В |
| З   | Тестархой ~ 2 км | Роза ветров | Чармахой ~ 2 км | В   |
| Ю-З |                  |             |                 | Ю-В |

## История
А. С. Сулейманов во второй части своего труда «Топонимия Чечено-Ингушетии» (1978) сообщал, что «своими духовными центрами нашхинцы считали Хьайбаха [Хайбаха] и Хӏийлах [Хийла/Хийлах]». Однако позднее, в сокращённом переиздании этой работы — «Топонимия Чечни» (1997), духовным центром нашхойцев он указывает уже селение Моцарой (у А. С. Сулейманова — Моцкара). Также исследователь сообщал, что Моцарой долгое время был важным христианским центром обществ Нашха, Аккий, Галай, Ялхорой.
В период экспансии Российской империи на Кавказ жители Моцарой активно участвовали в сопротивлении кавказских горцев. После присоединения территории Нашха поселение Моцарой перешло в подчинение российской администрации Грозненского округа (адм. центр Грозный) Терской области (адм. центр Владикавказ) Кавказского края.
В советский период население в ауле Моцарой проживало до 1944 года, когда вместе с остальными чеченцами, оно было депортировано в Казахстан (операция «Чечевица»). В современном состоянии селение Моцарой представляет собой развалины, с плохо сохранившимися остатками построек различных периодов. После депортации его жителей в 1944 году, аул больше не заселяли и он постепенно разрушается. Чеченцам было запрещено возвращаться в свои исконные районы: Галанчожский, Шатойский и Итум-Калинский. В наши дни Моцарой изредка посещают энтузиасты и исследователи, так в мае 2014 года здесь побывала научная экспедиция «Неизвестная Чечня» организованная «Аргунским историко-архитектурным и природным музеем-заповедником Нашха».
В конце 2022 года в Урус-Мартановском районе Чеченской Республики было принято решение образовать новые (воссоздать) сёла, в том числе Моцарха — рядом с прежним селением Муцарой (Мозорой).

## Постройки
В наши дни среди построек аула частично сохранилась мечеть (сведения на май 2014 года), вероятно, сооружённая в 1904 году (запись на арочном камне — 1322 год хиджры), к которой примыкает разрушенная каменная стена образующая двор. Во дворе мечети протекает небольшой ручей, воду которого могли использовали для омовения. Согласно исследователю М. Х. Боршигову, здание мечети прямоугольное, в плане имеет размеры 6,3 м на 18 м, толщина стен 0,7 м. Проём входной двери расположен на восточном фасаде и имеет размер 1,3 м на 3 м, с внешней стороны он прямоугольный, а с внутренней — арочный. Также мечеть имеет оконные проёмы, все арочного типа. На главном фасаде имеется пять оконных проемов: один — 1,13 м на 1,64 м (на минарете); два — 1,3 м на 2 м; и два маленьких проёма — 0,25 м на 0,27 м, украшены арочными камнями с нанесёнными петроглифами (один не сохранился). На западном фасаде один оконный проем 1,07 м на 2 м. Кровля здания была из керамической черепицы, остатки которой находятся внутри мечети. М. Х. Боршигов предполагает, что для строительства мечети использовались камни из более древних культовых построек селения Моцарой.
С северу от аула, на крутом склоне, сохранилось строение которое именуют Гарабин-Гала (чечен. Гӏарабин-гӀала) — «Башня Гарабия» — легендарного первопоселенца в Нашхе.

## Галерея
- Моцаройская мечеть
- Общий вид остатков строения.
- Вид сверху.
- Двор мечети, остатки каменного забора.
- Арочный камень, видны древние петроглифы и более поздние арабские цифры.

- Гарабин-гала

- Прочее
- Гендарганой-кешнаш (кладбище гендарганойцев).
- Могильный камень с Гендарганой-кешнаш.
- Корпус взорвавшейся кассетной бомбы у селения Моцарой.

## Карты
- Дорожная карта Кавказского края = Дорожная карта Кавказскаго края / Гравировал И. Михайлов. — Масштаб: в 1 англ. дюйме 20 вёрст (1: 840 000). — Тифлис: Составлена и литографирована в Военно-топографическом отделе Кавказского военного округа, 1903.
- Карты Армии США: Caucasia AMS  (GSGS 4213) / U.S. Army Map Service. — Масштаб: 1: 253 440 или 1: 210 000. — Washington, D.C., 1941—1947. — (N561).
- Пятиверстная карта Кавказского края = Пятиверстная карта Кавказскаго края. — Масштаб: в 1 см ок. 2,1 км = в 1 англ. дюйме 5 вёрст (1: 210 000). — Тифлис: Составлена и литографирована в военно-топографическом отделе Кавказского военного округа, с 1869 г. — (в первом издании — 55 листов, позднее — 83 листа).

## Пресса. Ссылки
- Наименования географических объектов на территорию Российской Федерации (по Чеченской Республике) : реестр АГКГН // Росреестр : офиц. сайт / эл. почта:. — М., 2019.
- Намаз в мечети Моцарой (Нашха, Чечня). www.youtube.com. Дата обращения: 30 ноября 2024. — ролик на YouTube, 7 июня 2014 г. (автор Шамиль Умхаев).
- Подъём на башню Гарабин-гала (северная окраина Моцарой). www.youtube.com. Дата обращения: 30 ноября 2024. — ролик на YouTube, 7 июня 2014 г. (автор Шамиль Умхаев).